# Finska vikens marinkommando
Finska vikens marinkommando (FVMkndo) (finska: Suomenlahden Meripuolustusalue) var ett marinkommando inom Finlands försvarsmakt som ansvarade för kust och sjöförsvaret i södra Finland. Dess huvudbas låg i Obbnäs, Kyrkslätt där kommandot verkade mellan åren 1998 och 2014.

## Historik
På grund av den omorganisation som Försvarsmakten gjorde under åren 2012 och 2015, kom Finska vikens marinkommando att avvecklas. Marinkommandot utgick från och med den 1 januari 2015, då den nya organisationsstrukturen i Försvarsmakten trädde i kraft. Dess uppgifter överfördes istället till den nyuppsatta Kustbrigaden.

## Verksamhet
Finska vikens marinkommando (FVMkndo) är ett av den finska marinens sjöförsvarsområden. Till sjöförsvarsområdet hör följande enheter:
- Femte minflottiljen
- Sjunde robotflottiljen
- Marinens utbildningscentral
- Sveaborgs kustregemente
- Finska vikens sjöbataljon